# Vaccinium oliganthum
Vaccinium oliganthum là một loài thực vật có hoa trong họ Thạch nam. Loài này được (Greene) Sleumer miêu tả khoa học đầu tiên năm 1941.